# Sowelu
Aki Harada (em japonês: 原田亜希; romaniz.: Harada Aki) mais conhecida por seu nome artístico Sowelu (em japonês: ソエル), é uma cantora de J-pop e R&B japonesa.

Sua carreira começou em 2002 com o lançamento de seu primeiro single "Beautiful Dreamer", uma balada de amor suave que se saiu bem nas paradas musicais do Japão. Seu primeiro álbum, "Geofu", lançado em 25 de junho de 2003, fez bastante sucesso no Japão, rendendo-lhe seu primeiro disco de ouro no mês seguinte, e em novembro do mesmo ano alcançou o disco de platina, pela RIAJ.